# Вислок
Ви́слок (пол. Wisłok) — река в Польше, левый приток реки Сан, протекает по территории Подкарпатского воеводства на юго-востоке страны.
Длина — 205 км, площадь водосборного бассейна — 3,5 тысячи км². Средний расход воды в устье — 24,4 м³/с.

## Географическое расположение
Вислок — это горная речка, исток находится на высоте 770 м.

## История
До 1340 года Вислок был приграничной рекой между государством Казимира Великого и Княжеством Галицким. Во время Первой мировой войны река разграничивала войска Австро-Венгрии и Российской Империи во время боёв.